# Camponotus arminius
Camponotus arminius es una especie de hormiga del género Camponotus, tribu Camponotini. Fue descrita científicamente por Forel en 1910.
Se distribuye por Mozambique, Sudáfrica y Yemen. Se ha encontrado a elevaciones de hasta 320 metros. Vive en microhábitats como la vegetación baja y debajo de piedras.